# Gerhard Karlmark
Gerhard Alexander Denis Karlmark, född 22 augusti 1905 i Helsingborg, död 1976, var en svensk målare och grafiker. 
Han var son till lokföraren Bernhard Karlmark och Gerda Neyman och från 1947 gift med Maj Ebba Sigrid Nilsson. Karlmark studerade vid Konsthögskolan i Stockholm 1924-1930 och i Köpenhamn samt under studieresor till Frankrike, Italien Nederländerna och Norge. Han medverkade årligen i Skånes konstförenings utställningar sedan 1931 och ställde ut ett flertal gånger med Konstnärsgillet i Lund, han var representerad vid Sveriges allmänna konstförenings utställning Skånekonstnärer på Liljevalchs konsthall i Stockholm 1951. Separat ställde han ut på bland annat Malmö rådhus, Galerie Moderne, Malmö museum och på Ystads konstmuseum. Hans konst består av stilleben, porträtt, nakenbilder, figurer, interiörer, hamnmotiv och landskapsmålningar från Norge och Sydeuropa i olja, akvarell eller pastell. Karlmark är representerad vid Malmö museum och Ystads konstmuseum. 2021 och 2022 arrangerades två stora retrospektiva utställningar med verk av konstnären; dels på Dalby bibliotek, dels på Galleri Intäppan i Björnstorp. I samband med dessa utställningar lanserades också en ny biografi, Gerhard Karlmark - ett konstnärsliv (Fri Press, 2021).  